# Led Zeppelin (álbum)
Led Zeppelin es el primer álbum de estudio debut de la banda de hard rock Led Zeppelin, lanzado el 13 de enero de 1969 en los Estados Unidos y el 31 de enero de 1969 en el Reino Unido por Atlantic Records.

## Detalles
El disco fue grabado en tan solo 30 horas en los Olympic Studios de Londres en octubre de 1968. La banda se encuadra con este disco dentro del movimiento blues británico, al lado de otros grupos como Ten Years After o Cream. Sin embargo, también da muestras evidentes de cuál va a ser su estilo personal: hard rock impregnado de blues, con riffs pesados, folk e incluso influencias de la Costa Oeste de los Estados Unidos.
La mayoría de las canciones aparecen firmadas por Jimmy Page y el resto de miembros del grupo, salvo Plant, que seguía bajo contrato con la compañía CBS.
El mánager del grupo, Peter Grant, preparó con este disco el futuro asalto a América. En una visita a Nueva York, firmó un contrato por cinco años con Atlantic Records que daba a Page, productor de todos los discos del grupo, absoluta libertad en el plano musical. Además, les embarcó en una gira como teloneros de Vanilla Fudge, sustituyendo al grupo de Jeff Beck, que se tuvo que retirar a última hora. 
El 26 de diciembre de 1968, Led Zeppelin debuta en Denver, en la que sería la primera de sus giras triunfales por Estados Unidos.

## Portada

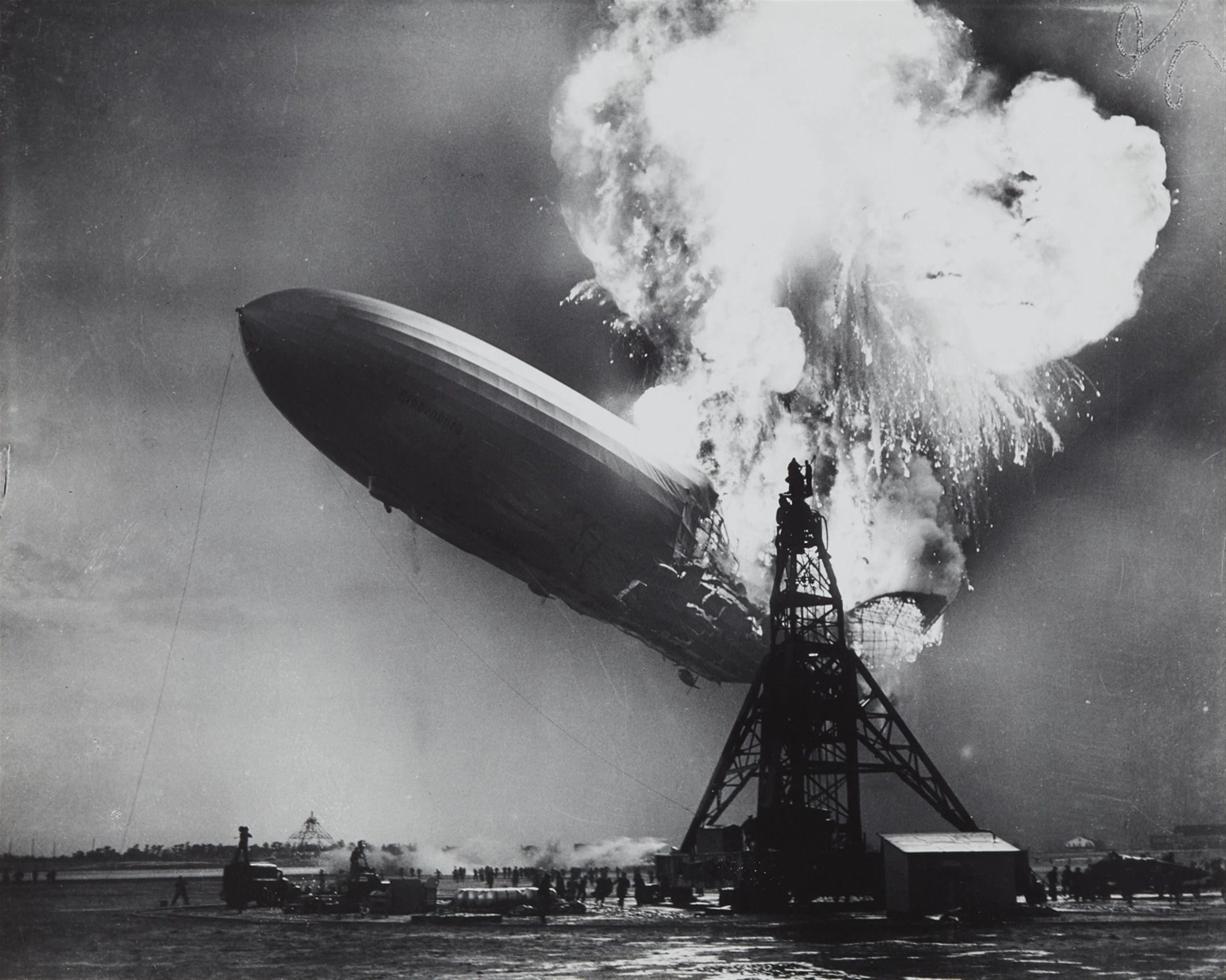
La fotografía del LZ 129 Hindenburg segundos después de incendiarse que se usó como portada del álbum.

La portada del disco muestra una imagen del dirigible Hindenburg en llamas y el nombre de la banda, mientras que la foto de contratapa (realizada por Chris Dreja, bajista de los Yardbirds) muestra a los cuatro músicos en blanco y negro.
La imagen del dirigible dio pie a una anécdota: durante una gira por Holanda, el grupo se presentó como The Nobs, ya que la baronesa Eva Von Zeppelin, sobrina del inventor del dirigible, se negó a que «unos monos chillones» usaran su apellido. Y eso a pesar de que intentaran convencerla, como contaba Page:

La invitamos al estudio para que nos conociera y viese que éramos buenos chicos. Logramos calmarla, pero al salir del estudio, vio la foto del disco, con el Zeppelin ardiendo y montó en cólera.

## Lista de canciones
Lado A
1. "Good Times, Bad Times" (Page/Bonham/Jones) 2:47
2. "Babe I'm Gonna Leave You" (Trad, Arr: Page) 6:43
3. "You Shook Me" (Dixon) 6:30
4. "Dazed and Confused" (Page) 6:26

Lado B
1. "Your Time Is Gonna Come" (Page/Jones) 4:35
2. "Black Mountain Side" (Page) 2:06
3. "Communication Breakdown" (Page/Bonham/Jones) 2:30
4. "I Can't Quit You Baby" (Dixon) 4:43
5. "How Many More Times" (Page/Bonham/Jones) 8:33

*Robert Plant participó en la escritura de las canciones, pero a causa de problemas contractuales no se pudo incluir en los créditos de las mismas.

## Reedición de 2014
Una versión remasterizada del disco fue editada el 2 de junio de 2014, junto con los dos siguientes discos de la banda Led Zeppelin II y Led Zeppelin III. 
La reedición viene en seis formatos: una edición estándar en CD, una edición de lujo de dos CD, una versión estándar de un LP, una versión de lujo de tres LP, una super deluxe de dos CD más la versión de tres LP con un libro de tapa dura de 72 páginas más una réplica del comunicado de prensa de Atlantic Records, y como descargas digitales de alta resolución 96k/24 bits. Las ediciones de lujo y súper de lujo cuentan con material extra que es del concierto en París en 1969. La reedición fue publicada con una versión más oscurecidas de las ilustraciones del álbum original como portada de su disco extra.

## Personal
Tomado de las notas de la portada.
Led Zeppelin
- Robert Plant – voz principal, armónica
- Jimmy Page – guitarra eléctrica, guitarra acústica, pedal steel, coros
- John Paul Jones – bajo, órgano, coros
- John Bonham – batería, timbales, coros

Músico adicional
- Viram Jasani – tabla en "Black Mountain Side"

Producción
- Jimmy Page - productor artístico
- Chris Dreja – fotografía de la contraportada
- Peter Grant – producción ejecutiva
- George Hardie – diseño de portada
- Glyn Johns – ingeniería, mezcla
- George Marino – Remasterización del CD
- John Davis – remasterización de la reedición de 2014